# William Fleming (Jurist)

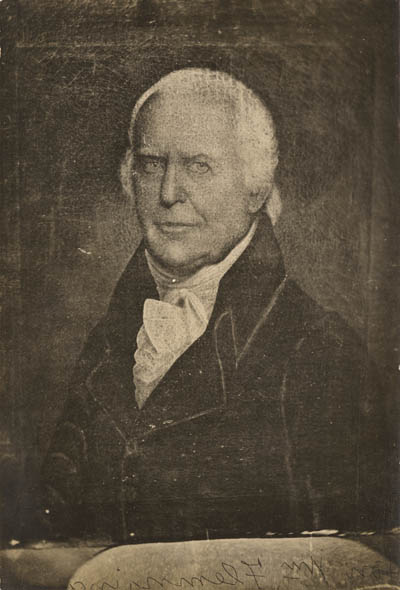
William Fleming

William Fleming (* 6. Juli 1736 im Cumberland County, Colony of Virginia; † 15. Februar 1824 im Chesterfield County, Virginia) war ein US-amerikanischer Jurist und Politiker. Im Jahr 1779 war er Delegierter für Virginia im Kontinentalkongress.

## Werdegang
Im Jahr 1763 absolvierte William Fleming das College of William & Mary. Nach einem anschließenden Jurastudium und seiner Zulassung als Rechtsanwalt begann er in diesem Beruf zu arbeiten. Gleichzeitig schlug er eine politische Laufbahn ein. Zwischen 1772 und 1775 war er Mitglied des kolonialen House of Burgesses von Virginia. In den 1770er Jahren schloss er sich der Revolutionsbewegung an. In den Jahren 1775 und 1776 nahm er als Delegierter an verschiedenen revolutionären Tagungen in Virginia teil. Von 1776 bis 1778 saß er im Abgeordnetenhaus von Virginia, im Jahr 1779 vertrat er diesen Staat im Kontinentalkongress.
1788 wurde Fleming Richter am General Court von Virginia und 1789 wurde er zum Richter am Supreme Court of Appeals berufen. Dort verblieb er bis zu seinem Tod. Ab 1809 war er Präsident dieses Gerichts und damit Chief Justice von Virginia. Er starb am 15. Februar 1824 auf seinem Landsitz Summerville im Chesterfield County.